# Чемпионат мира по футболу 2034
Чемпионат мира по футболу 2034 (также Кубок мира ФИФА 2034) — 25-й чемпионат мира по футболу ФИФА, финальная часть которого должна пройти летом 2034 года в Саудовской Аравии.
После того как ФИФА приняла неоднозначное решение о проведении чемпионата мира 2030 года на трёх континентах (Африка, Европа и Южная Америка), она ограничила право на проведение чемпионата Азией или Океанией. Наблюдатели охарактеризовали это как прокладывание пути для Саудовской Аравии к проведению чемпионата 2034 года за счет существенного сокращения числа потенциальных конкурентов. Ожидается, что чемпионат примет Саудовская Аравия, как единственная страна, подавшая заявку в установленный ФИФА срок — 31 октября 2023 года.
11 декабря 2024 года Конгресс ФИФА утвердил Саудовскую Аравию местом проведения ЧМ-2034.

## Выбор места проведения
Процесс подачи заявок на проведение чемпионата мира по футболу 2034 года начался 4 октября 2023 года и будет проходить по тем же требованиям, что и Чемпионат мира 2030 года. В соответствии с политикой ФИФА по ротации конфедераций, право на проведение чемпионата имеют только ассоциации, входящие в Азиатскую футбольную конфедерацию и Футбольную конфедерацию Океании. ФИФА приняла решение о проведении ЧМ-2030 на трёх континентах (Африка, Европа и Южная Америка), а ЧМ-2026 должен был пройти в Северной Америке, что означало, что ЧМ-2034 обязательно должен будет состояться в Азии или Океании. По мнению наблюдателей, это открывает Саудовской Аравии путь к проведению ЧМ-2034, поскольку значительно сокращает число потенциальных заявок на проведение чемпионата.
Крайний срок подтверждения заинтересованности со стороны претендующих ассоциаций — 31 октября, то есть через 25 дней после объявления конкурсных требований.

### АСЕАН
Первая заявка на проведение Чемпионата мира по футболу 2034 года была предложена в качестве коллективной заявки членами Ассоциации государств Юго-Восточной Азии. Идея совместной заявки АСЕАН была выдвинута ещё в январе 2011 года, когда бывший президент Футбольной ассоциации Сингапура Зайнудин Нордин в своем заявлении сообщил, что предложение было сделано на встрече министров иностранных дел стран АСЕАН, несмотря на то, что страны не могут подавать заявки (это зависит от национальных ассоциаций). В 2013 году Нордин и президент Специальной Олимпиады Малайзии Датук Мохамед Фейсол Хассан напомнили об идее совместного проведения чемпионата мира АСЕАН. Согласно правилам ФИФА по состоянию на 2017 год, чемпионат мира 2030 года не может быть проведен в Азии (АФК), поскольку члены Азиатской футбольной конфедерации исключены из заявки после выбора Катара в 2022 году. Поэтому самая ранняя заявка члена АФК может быть подана на 2034 год.
Позже Малайзия отказалась от участия, но Сингапур и другие страны АСЕАН продолжили кампанию по подаче совместной заявки на проведение чемпионата мира по футболу в 2034 году. В феврале 2017 года АСЕАН провела переговоры о подаче совместной заявки во время визита президента ФИФА Джанни Инфантино в Янгон, Мьянма. 1 июля 2017 года заместитель генерального председателя Футбольной ассоциации Индонезии Джоко Дрийоно заявил, что Индонезия и Таиланд намерены возглавить консорциум стран Юго-Восточной Азии в заявке. Дрийоно добавил, что из-за географических и инфраструктурных соображений, а также расширенного формата (48 команд), как минимум две или три страны АСЕАН вместе взятые окажутся в положении, необходимом для проведения матчей.
В сентябре 2017 года заместитель генерального директора тайской Лиги 1 Бенджамин Тан на заседании Совета Федерации футбола АСЕАН (АФФ) подтвердил, что его ассоциация «выразила заинтересованность в подаче заявки и совместном проведении» чемпионата мира 2034 года с Индонезией. По этому же поводу генеральный секретарь АФФ Дато Шри Аззуддин Ахмад подтвердил, что Индонезия и Таиланд подадут совместную заявку. Индонезия стала первой азиатской командой и единственной страной Юго-Восточной Азии, принявшей участие в чемпионате мира, когда эта территория ещё была известна как Голландская Ост-Индия.
Однако в июне 2018 года член исполнительного комитета ФИФА, Ян ди-Пертуан Агонг и султан Паханга Тенгку Абдулла, который также является бывшим президентом Футбольной ассоциации Малайзии (FAM), выразил заинтересованность в совместном проведении Чемпионата мира по футболу. В том же году Вьетнам выразил заинтересованность в участии в заявке на проведение того же соревнования, несмотря на некоторые проблемы с инфраструктурой из-за более бедного состояния вьетнамской экономики. Эти четыре страны уже совместно проводили футбольные соревнования во время Кубка Азии АФК 2007 года.
В июне 2019 года премьер-министр Таиланда Прают Чан-Оча объявил, что все 10 стран АСЕАН подадут совместную заявку на проведение Чемпионата мира по футболу 2034 года, став первой совместной заявкой десяти стран в истории Чемпионата мира по футболу.
9 октября 2019 года пять стран АСЕАН официально предложили провести Чемпионат мира по футболу 2034 года. Таиланд должен возглавить инициативу.
15 июня 2022 года премьер-министр Камбоджи Хун Сен в качестве председателя АСЕАН заявил, что будет призывать лидеров стран Юго-Восточной Азии подать заявку на проведение Чемпионата мира по футболу в 2034 или 2038 году.

### Египет
Министр спорта и молодежи Египта Ашраф Собхи заявил, что Египет рассматривает возможность подачи заявки на проведение Чемпионата мира по футболу 2034 года.

### Зимбабве и страны КАФ
Министр туризма и гостиничного бизнеса Уолтер Мземби заявил, что Зимбабве подаст заявку на проведение Чемпионата мира по футболу 2034 года. Его идея заключается в том, чтобы Хараре стал принимающим городом, но в сотрудничестве с другими крупными городами региона, такими как Мапуту, Йоханнесбург, Габороне и Лусака. Все эти города находятся в полутора часах полета друг от друга.

### Новая Зеландия и Австралия
После неудачи с заявкой на проведение Чемпионата мира по футболу 2022 года Австралия рассматривала возможность совместной заявки с соседней Новой Зеландией, членом OFC, с которой они совместно принимали Чемпионат мира по футболу среди женщин 2023 года. Австралия вновь заявила об этом намерении в августе 2021 года, вскоре после успеха Брисбена в конкурсе на проведение летних Олимпийских игр 2032 года. Совместная заявка с Индонезией и другими странами АСЕАН вместо Новой Зеландии также обсуждалась организацией Football Australia. Однако Индонезия не согласилась на совместную заявку с Австралией, учитывая, что страна также участвует в заявке АСЕАН на проведение того же соревнования.

### Выразили интерес в подаче заявки
УЕФА
- Казахстан

АФК
- Бруней,  Вьетнам,  Индонезия,  Камбоджа,  Лаос,  Малайзия,  Мьянма,  Сингапур,  Таиланд и  Филиппины[15][25]
- Узбекистан
- Китайская Республика

ОФК потенциально с АФК
- Новая Зеландия (потенциально с  Австралией)

КАФ
- Зимбабве (потенциально с  Ботсваной,  Мозамбиком,  Южной Африкой и  Замбией)
- Египет
- Нигерия

## Участники

### Квалифицировались в финальный турнир
| Сборная           | Способ квалификации | Дата квалификации    | Участие | Подряд | В последний раз | Лучший результат  |
| ----------------- | ------------------- | -------------------- | ------- | ------ | --------------- | ----------------- |
| Саудовская Аравия | Организатор         | 31 октября 2023 года | ?       | ?      | 2022            | 1/8 финала (1994) |

## Впервые в истории ЧМ по футболу
- Впервые ЧМ примет Саудовская Аравия